# Камбар (персонаж)
Камбар, Камбар баба — персонаж мифологии народов Средней Азии. В мусульманской мифологии Камбар — верный слуга, конюший четвёртого «праведного» халифа Али. В мифологии туркмен Камбар (Баба-Гамбар) — покровитель музыки и пения, изобретатель струнного инструмента дутара. Рассказ о том, как Камбар расстилал на поверхности воды коврик и сидел на нём, играя на дутаре, сближает этот персонаж с Коркытом, образ которого, видимо, и послужил основой туркменской мифов о Камбаре. Считалось, что тому, кто желал обрести дар музыканта или певца, следует совершить паломничество к могиле Камбара. У казахов (Жылкышы-ата Камбар), Камбар кыргызов и уйгуров (Камбар-ата) — покровитель лошадей и коневодства. В основе образа — древнее доисламское божество.